# Maximilian Blumenthal
Maximilian Blumenthal (* 19. April 1856 in Pölitz; † 7. April 1910) war ein deutscher Historiker und Bibliothekar.

## Leben
Geboren als Sohn eines Gerichtsrates absolvierte Blumenthal im Herbst 1873 die Reifeprüfung am Gymnasium in Greifenberg in Pommern und widmete sich historisch-philologischen Studien in Leipzig und Greifswald, wo er Mitglied des Corps Baltia wurde. Nach einer vorübergehenden Beschäftigung als Privatlehrer setzte er seine akademische Ausbildung in Berlin fort. 1881 promovierte er in Göttingen zum Dr. phil. und wurde Assistent an der Königlichen Bibliothek in Berlin. Nach dem Staatsexamen wurde er 1888 Kustos der Bibliothek. 1901 wurde er zur Universitätsbibliothek versetzt und 1904 zum Oberbibliothekar ernannt. Blumenthal veröffentlichte zahlreiche historische Beiträge in der Vossischen Zeitung und anderen Blättern sowie mehrere Monographien zur deutschen Geschichte.

## Veröffentlichungen
- Die Stellung Adalberts von Bremen in den Verfassungskämpfen seiner Zeit und seine Finanzreform. Hendeß, Stargard i. Pomm. 1882 (zugl.: Göttingen, Univ., Diss., 1881).
- Der preußische Landsturm von 1813. Schröder, Berlin 1900.
- Preussische Communal-Gesetzgebung in der Reformperiode. Verlagsanstalt und Druckerei A.-G., Hamburg 1900 (Sammlung gemeinverständlicher wissenschaftlicher Vorträge; N.F., Ser. 15,341/342) (Digitalisat).
- Die Konvention von Tauroggen. Schröder, Berlin 1901 (Bausteine zur preußischen Geschichte; 1,1).
- Aus Hardenbergs letzten Tagen. Costenoble, Berlin 1902 (Bausteine zur preußischen Geschichte; 2,1).